# Lymphozytentransformationstest

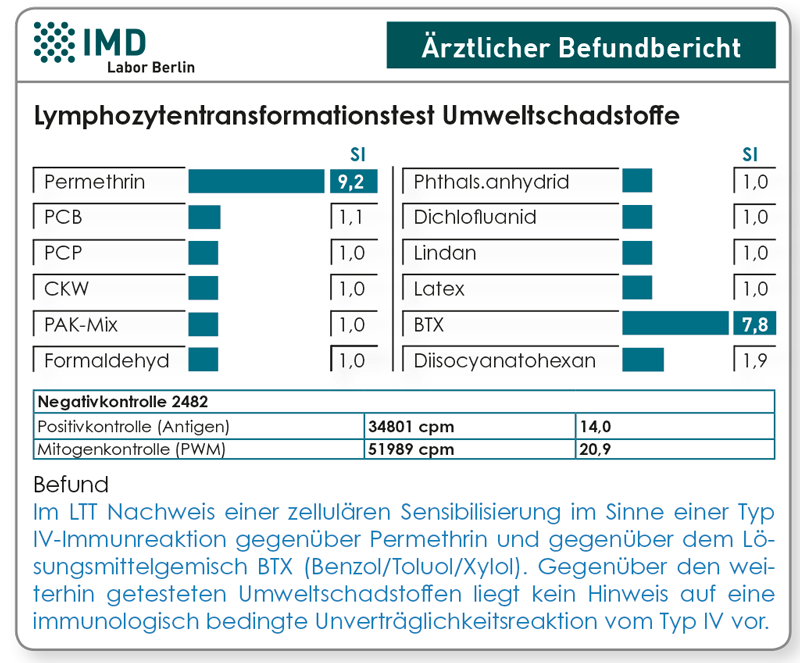
Musterbefund von LTT-Umweltschadstoffen

Der Lymphozytentransformationstest (LTT) ist ein Laborverfahren zum Nachweis antigen-spezifischer T-Lymphozyten. Er findet seine Anwendung in der Immunfunktionsdiagnostik der Medizin. Seit wenigen Jahren wird er auch in der Allergologie zum Nachweis bestimmter allergischer Reaktionen des verzögerten Typs (IV) (z. B. Medikamentenallergie, Metallallergie) und in der Erregerdiagnostik (zum Beispiel bei Borreliose-Verdacht) eingesetzt.
Mehrere Universitätskliniken und spezialisierte Institute bieten das Verfahren an, standardisiert ist es aber nicht. Für die Medikamentenallergie wurde der Test 2006 in die Empfehlungen der Deutschen Gesellschaft für Immunologie und Allergologie (DGAI) aufgenommen. Bei einigen allergologischen Fragestellungen wird allerdings die klinische Bedeutung einer nachgewiesenen Sensibilisierung noch kontrovers diskutiert. Daher sollte der LTT bei allergologischen Fragestellungen nur in Ergänzung zum Epikutantest eingesetzt werden bzw. dann, wenn dieser auf Grund von Kontraindikationen nicht durchführbar ist. Bei systemischen Sensibilisierungen, zum Beispiel solchen auf Medikamente oder über die Schleimhäute erworbene Zahnersatzmaterialsensibilisierungen scheint der LTT allerdings Vorteile hinsichtlich der Sensitivität im Vergleich zum Hauttest zu haben.

## Durchführung
In einem ersten Schritt werden die Lymphozyten durch Zentrifugation und mehrere Waschvorgänge von den anderen Blutzellen getrennt. Danach werden eine Nährlösung und das zu testende Antigen hinzugegeben und unter optimalen Wachstumsbedingungen wird die Lymphozytenkultur einige Tage inkubiert. Eine Kontrollprobe ohne Antigenzugabe wird genauso behandelt. 16 Stunden vor der Auswertung wird radioaktives Thymin hinzugegeben. Der DNA-Baustein Thymin ist als Substrat bei der Synthese von DNA notwendig. Die Radioaktivität der Lymphozytenkultur wird gemessen und ein Stimulationindex berechnet, der Auskunft darüber gibt, ob in der mit Antigen versehenen Blutprobe spezifisch sensibilisierte T-Lymphozyten vorhanden sind.

## Geschichte
Die Entwicklung des Lymphozytentransformationstests (LTT) begann in den 1960er Jahren. Das Wesen des Lymphozytentransformationstests bildeten die grundlegenden Entdeckungen von Hungerford und Mitarb. im Jahre 1959, von Nowell 1960, von Carstairs 1962 sowie von Marshall u. Roberts im Jahre 1963, die erstmals nachweisen konnten, dass das aus Phaseolus vulgaris (Gartenbohne) isolierte Phytohämagglutinin die aus dem menschlichen Blut stammenden Lymphozyten auch in vitro in großer Zahl zur Mitose und Blastformation anzuregen vermag. Die im Laufe der Lymphozytenzüchtung auf den Antigenstimulus einsetzende Blastbildung eignet sich zur Untersuchung der in vitro stattfindenden Immunreaktion. Eine Optimierung des Verfahrens erfolgte im Jahr 2000 durch Verwendung von rekombinantem Interferon-alpha im Testansatz.

## Kritik
Bei mangelhafter Durchführung des komplexen Verfahrens sind falsch positive und falsch negative Ergebnisse möglich. Dieses ist durch aufwendige Vorarbeiten für jedes zu testende Antigen allerdings weitestgehend auszuschließen. An mehreren Universitätskliniken und spezialisierten Instituten ist das Verfahren nach DIN 15189 akkreditiert. Mit fehlerhaften Ergebnissen ist zu rechnen, wenn im durchführenden Labor keine ausreichende Erfahrung mit der Zellkultur vorliegt. Dies ist noch häufig der Fall, weshalb der Test bisher in nur wenigen Instituten eine Routinediagnostik darstellt. Der Test ist methodisch sehr anspruchsvoll und damit teuer. Die gesetzlichen Krankenkassen übernehmen die Kosten bisher nur für die Fragestellungen Immunfunktion und Medikamentenallergie sowie unter strenger Indikationsstellung bei Kontaktallergenen (z. B. wenn der Hauttest auf Grund von Kontraindikationen nicht durchführbar ist). Seit 2009 stellt der LTT im Rahmen der Borreliose-Diagnostik keine Leistung der gesetzlichen Krankenversicherung mehr dar. Der Lymphozyten-Transformationstest nach Ziffer 32532 kann laut Leistungslegende des EBM nicht zur Erregerdiagnostik abgerechnet werden. Vom Robert Koch-Institut (RKI) wird der Einsatz des LTT bisher ohne Einschränkungen nur für die Immunfunktionsdiagnostik, zum Nachweis von Medikamentenallergien und der Berylliumsensibilisierung empfohlen. In einer 2008 aktualisierten Bewertung des LTT-Verfahrens werden dem LTT allerdings Vorteile hinsichtlich der Sensitivität und Spezifität im Vergleich zum Epikutantest zuerkannt. Zudem kommt die Expertenkommission des Robert Koch-Institutes in Berlin zu dem Schluss, dass die Gefahr einer Sensibilisierung durch den Test selbst beim Epikutantest besteht, aber nicht beim LTT. Nur an wenigen Instituten ist der Test für typische Umweltallergene validiert worden.